# چیتور
چیتور (به انگلیسی: Chittoor) یک شهر در هند است که در ناحیه چیتور واقع شده‌است.

## خصوصیات
چیتور ۶۹٫۷۵ کیلومترمربع مساحت و ۱۵۳٬۷۶۶ نفر جمعیت دارد و ۳۳۳٫۷۵ متر بالاتر از سطح دریا واقع شده‌است.